# Timothy Omundson
Timothy Michael Omundson (St. Joseph, 29 de julho de 1969) é um ator estadunidense, conhecido do público por seus papéis coadjuvantes em Judging Amy, como Sean Potter, Xena: Warrior Princess, como Eli, Psych, como Carlton Lassiter e como Caim, em Supernatural.

## Vida pessoal
Timothy nasceu em St. Joseph, Missouri, filho de uma professora e um funcionário de ferrovia. Depois de sua família se mudar para Bellevue, Washington, ele começou a estudar teatro, aos 12 anos, no Seattle Children's Theater e estagiou em diversos teatros em seus aos no ensino médio. Com a carreira de ator como prioridade, ele estudou durante o verão em Nova Iorque na Academia Americana de Artes Dramáticas e por dois anos seguintes foi o campeão de interpretação dramática no estado de Washington.
Com 13 anos, ele passou um mês viajando com o pai pela Alemanha e pela Áustria, época que Timothy lembra como sendo de grande importância para a formação de seu caráter. Depois de se formar no ensino médio, em 1987, Timothy ingressou na Universidade do Sul da Califórnia, obtendo bacharelado em Belas-Artes e Teatro, período em que ganhou os prêmios Jack Nicholson Award e James and Nony Doolittle Award por suas performances.
Timothy é casado com Alisson Omundson e tem duas filhas, Lily (2003) e Nora (2005). A família mora em Los Angeles, Califórnia. Em abril de 2017, o ator estava no aeroporto de Tampa, na Flórida, quando se sentiu mal e foi levado às pressas para o hospital. O ator teve um acidente vascular cerebral e passou por cirurgia. O ator tranquilizou os fãs pelas redes sociais, dizendo que se recuperava bem e na companhia da família.

## Carreira
Seus primeiros papéis no cinema eram pequenos, muitas vezes como coadjuvante. Ele estrou no filme Dead of Night, como gerente deu uma boate, em 1996. No ano seguinte, atuou em Starship Troopers. Seus principais trabalhos, porém, são na televisão. Ele dubla o personagem Aric Jorgan, em Star Wars: The Old Republic. Em 2014, Timothy estreou como Caim, um papel escrito especialmente para ele, na série Supernatural.

## Filmografia

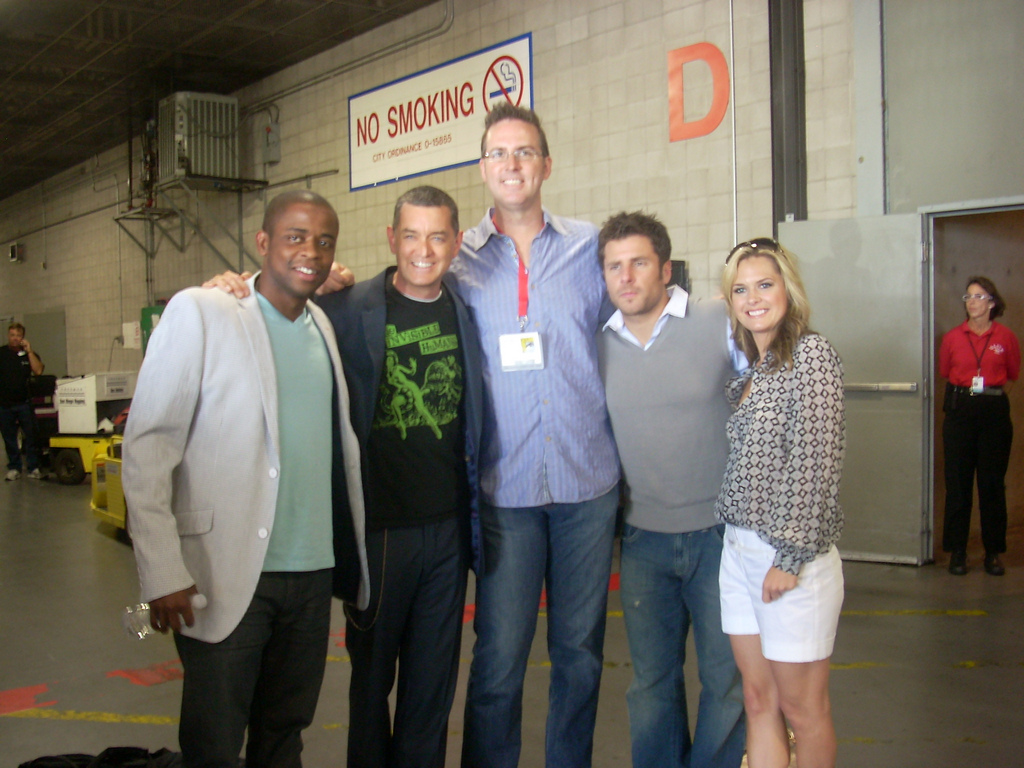
Elenco de Psych na Comic-Con 2009

### Filmes
| Ano  | Titulo                             | Papel            | Notas           |
| ---- | ---------------------------------- | ---------------- | --------------- |
| 1996 | Dead of Night                      | Club Manager     |                 |
| 1997 | The Disappearance of Kevin Johnson | Nick Ferretti    |                 |
| 1997 | Starship Troopers                  | Psychic          |                 |
| 2000 | Kiss Tomorrow Goodbye              | Silvio           | TV movie        |
| 2001 | The Luck of the Irish              | Seamus McTiernen | TV movie        |
| 2001 | Swordfish                          | Agent Thomas     |                 |
| 2003 | Down with Love                     | R.J.             |                 |
| 2005 | Hard Pill                          | Brad             |                 |
| 2006 | Mission: Impossible III            | IMF Agent        |                 |
| 2007 | Crazy                              | Paul Howard      | as Tim Omundson |
| 2011 | 25 Hill                            | Thomas Caldwell  |                 |
| 2011 | Voltron: The End                   | Lance Rainier    |                 |
| 2012 | That Guy... Who Was in That Thing  | Ele mesmo        |                 |
| 2017 | Pica-Pau (filme)                   | Lance Walters    |                 |

### Televisão
| Ano          | Titulo                         | Papel                   | Notas                                                         |
| ------------ | ------------------------------ | ----------------------- | ------------------------------------------------------------- |
| 1992         | Seinfeld                       | Ricky Ross              | "The Cheever Letters"                                         |
| 1993         | seaQuest DSV                   | Dr. Joshua Levin        | 4 episódios                                                   |
| 1993         | Married... with Children       | Bartender               | episódio "No Ma'am"                                           |
| 1994         | Diagnosis: Murder              | Benjamin Strand         | episódio "Guardian Angel"                                     |
| 1994         | The George Carlin Show         | homem de barba          | episódio "George Lifts the Holy Spirit"                       |
| 1994         | Days of our Lives              | T. J.                   |                                                               |
| 1995         | Medicine Ball                  | Dr. Patrick Yates       | episódio "Wizard of Bras"                                     |
| 1995         | Strange Luck                   | Steve Medavoy           | episódio "Trial Period"                                       |
| 1996         | Mr. & Mrs. Smith               | Craig Thompson          | episódio "The Space Flight Episode"                           |
| 1997         | Dark Skies                     | Jerry Rubin             | episódio "Both Sides Now"                                     |
| 1997         | Relativity                     | terapeuta               | episódio "Karen and Her Sisters"                              |
| 1997         | Jenny                          | Griffin                 | episódio "A Girl's Gotta Get Ready for Her Close-up"          |
| 1997         | Fired Up                       | Scott                   | 4 episódios                                                   |
| 1998         | Frasier                        | Diretor                 | episódio "Good Grief"                                         |
| 1998         | Legacy                         | LLoyd Cobb              | episódio "Emma" & "The Search Party"                          |
| 1999         | Jack & Jill                    | Travis Cutler           | 4 episódios                                                   |
| 1999-2000    | Xena: Warrior Princess         | Eli                     | 6 episódios                                                   |
| 2000         | Early Edition                  | Antoine Gourmand        | episódio "The Play's the Thing"                               |
| 2000         | V.I.P.                         | Chick Mars              | episódio "Lights, Camera, Val"                                |
| 2001         | NYPD Blue                      | Seth Werna              | episódio "Peeping Tommy"                                      |
| 2003         | John Doe                       | P.J. Fox                | episódio "Tone Dead"                                          |
| 2004         | Deadwood                       | Brom Garret             | 4 episódios                                                   |
| 2004         | Nip/Tuck                       | Jeremy Saddler          | episódio "Mrs. Grubman"                                       |
| 2000-2005    | Judging Amy                    | Sean Potter             | 89 episódios                                                  |
| 2005         | The O.C.                       | delegado Chris Caldwell | episódio "The Aftermath"                                      |
| 2005         | CSI: Miami                     | Ted Griffin             | episódio "Prey"                                               |
| 2005         | Criminal Minds                 | Phillip Dowd            | episódio "L.D.S.K."                                           |
| 2006         | 24                             | Polakov                 | episódio "Day 5: 2:00 p.m. – 3:00 p.m."                       |
| 2006         | CSI: Crime Scene Investigation | Produtor                | "I Like to Watch"                                             |
| 2006-present | Psych                          | Carlton Lassiter        | 113 episódios                                                 |
| 2007−2008    | Jericho                        | Phil Constantino        | 7 episódios                                                   |
| 2008         | Cold Case                      | Luke Ross               | "Sabotage"                                                    |
| 2008         | Boston Legal                   | convidado               | episódio "Indecent Proposals"                                 |
| 2009         | Without a Trace                | Adam Fisher             | episódio "Friends and Neighbors"                              |
| 2010         | The Deep End                   | Mr. Ollerman            | "Piloto"                                                      |
| 2010         | Human Target                   | Interrogator            | "Christopher Chance" & "Ilsa Pucci"                           |
| 2011         | The Booth at the End           | Simon                   | (2011 Web series)                                             |
| 2012         | Warehouse 13                   | Coach                   | episódio "No Pain No Gain"                                    |
| 2014-2015    | Supernatural                   | Caim                    | episódios "First Born" (2014) "The Executioner's Song" (2015) |
| 2017         | Lúcifer                        | Deus                    | episódio "God Johnson"                                        |
| 2024         | Percy Jackson e os Olimpianos  | Hefesto                 | episódio "Um Deus Compra Cheeseburgers para Nós"              |